# Pan domu (tajski serial telewizyjny)
Pan domu (taj. สืบสันดาน) – tajski serial telewizyjny z 2024 roku, emitowany na Netflix, składa się z siedmiu odcinków w gatunkach kryminału, thrillera i melodramatu. Został wyprodukowany przez Kantana Motion Pictures.

## Fabuła
Historia potężnej rodziny miliarderów, Thevasatitpaisarn. Kiedy Roongroj, głowa klanu, zmarł w tajemniczych okolicznościach w wielkiej rodzinnej rezydencji po ogłoszeniu przyjęcia służącej, Kaimook, jako nowej prawowitej żony.
Chociaż każdy członek rodziny się nie zgadzał, nie mogli zaprotestować. Po śmierci Roongroja surowo nękali i znęcali się nad służącymi. Kaimook uważa, że Roongroj został zamordowany przez członka rodziny. Dlatego szuka dowodów, aby skazać mordercę, a także obejmuje służących, którzy są rozgniewani i próbują się zemścić.

## Obsada

### Postacie pierwszoplanowe
- Narilya Gulmongkolpech jako Kaimook
- Teerapong Leowrakwong jako Roongroj
- Chartayodom Hiranyasthiti jako Phupat
- Nusba Punnakanta jako Padcha
- Thanavate Siriwattanagul jako Mavin
- Claudia Chakrabandhu na Ayudhya jako Araya
- Narupornkamol Chaisang jako Kita
- Thitinan Rattanathitinan jako Shutter
- Latthgarmon Pinrojnkeerathi jako Bee
- Nuttanan Kunpat jako Kaew
- Tassawan Saeneewong jako Yupin
- Kittisak Patomburana jako Joke
- Natthakorn Traikitsyavet jako Tian

### Postacie drugoplanow
- Sutpatorn Masamran jako Mesa
- Kanyarat Leepongkul jako Fah
- Rattanaporn Jonsatoen jako Noon
- Kamonchanok Dangchowna jako Mild
- Mayphitcha Sawatdee jako Maple
- Phassorn Kongpaisansin jako Ploy
- Sutudsa Jitkaewmanee jako Sofia
- Luis Magdalena Nava jako szef kuchni
- Klidsada Tunkkitiwonk jako główny kucharz
- Pakin Pumsawai jako kucharz sekcyjny
- Tanawat Pattanapiyawach jako kucharz sekcyjny
- Thitiwass Petcharat jako kierowca
- Supalerk Phaetwong jako kierowca
- Wichupas Sri-umphai jako kierowca
- Akin Natjiraphat jako kierowca
- Suvimol Jihan jako była żona Roongroja
- Arunothai Pueakpongsuriya jako ochroniarz
- Supakorn Jantawee jako reporter
- Thanapong Khawmahit jako prowadzący pogrzeb
- Pongsawas Chayatawat jako gość na pogrzebie
- Pathompol Ritthong jako gość na pogrzebie
- Jira Yangyeun jako gość na pogrzebie
- Jittipat Sakunkhroo jako dostawca
- Linlada Kongsen jako recepcjonistka w Theva Gems
- Kaewkalaya Channarongkiat jako recepcjonistka w Theva Gems
- Parlika Mongkolliewrungfa jako recepcjonistka w Theva Gems
- Sukanda Jamlek jako recepcjonistka w Theva Gems
- Suthinaree Sripamorn jako sekretarka Mavina
- Pongsapak Sittinawawit jako asystent projektanta
- Kitiphat Sriprasert jako pracownik toru wyścigowego
- Terawada Waroonsirin jako kurier
- Peechavit Pettanagul jako prowadzący Theva Charity
- Wacharin Anantapong jako gość Theva Charity
- Sasi Posayajinda jako gość Theva Charity
- Somjai Jungsookprasert jako gość Theva Charity
- Poolsanisagan Sati jako gość Theva Charity
- Napath Kanistakul jako gość Theva Charity
- Mookkakrit Luangaramrat jako lekarz
- Sutha Suntornsujarit jako dyrektor szpitala
- Thira Pramejindakamon jako policjant
- Boonsong Koetdat jako policjant
- Nanthawat Tantrithanathorn jako policjant
- Peeradaj Rangsamran jako policjant
- Phermsit Boonprasert jako członek zespołu ratunkowego
- Tanaporn Srinakorn jako członek zespołu ratunkowego
- Nichakant Srichooros jako osoba udzielająca wywiadu
- Praiya Denmontra jako osoba udzielająca wywiadu
- Natthida Sujimongkhon jako osoba udzielająca wywiadu
- Vasita Chaiananchot jako osoba udzielająca wywiadu
- Nudtakarn Ronnakitti jako dyrektor castingu
- Panithida Boonla-or jako przyjaciel Kita
- Victoria Mac jako przyjaciel Kita
- Marut Mensah jako rabuś
- Bradley M Hayes jako rabuś
- Pahsin Shatvorranun jako dubler Roongroja
- Nuengruethai Dinprasertsat jako dublerka Kaimook
- Natvipha Booncharoen jako dublerka Padcha
- Teeradech Tisanuruk jako dubler Phupat
- Wishanun Ngerntong jako dubler Phupat
- Sarunpong Pornpasilp jako dubler Mavin
- Nuchwara Sukontakajorn jako dublerka Dao
- Sutthiphong Payaksan jako kaskader Phupat
- Suphachok Taweechote jako kaskader Mavin
- Kittitat Kitsawat jako kaskader Mavin
- Karunyapas Thawilarpthanakhom jako kaskader Joke

### Gwiazdy występujące gościnnie
- Surapol Poonpiriya jako Krit
- Aumara Singhathat jako Tan
- Pornchanok Sintanaporn jako Fai
- Murad Yapici jako Carlos
- Warut Brown jako Młody Roongroj
- Sompob Benjapikul jako Chaiwat
- Premmanat Suwannanon jako Pachara
- Bhurith Ploymeeka jako Phetye
- Kwankao Svetavimala jako Pang
- Pimdao Panichsamai jako Dao
- Phadtranit Vejjajiva jako Amy
- Nanpaparth Pinrojnkeerathi jako Bam
- Artisha Tanatirayut jako Abel
- Pasakorn Vanasirikul jako Dom

## Odbiór krytyczny
Reżyser Sivaroj Kongsakul powiedział: „Głównym tematem tego serialu jest nasza zdolność do zarządzania władzą i chciwością oraz to, czy nasze dążenia mogą przypadkowo zaszkodzić innym. Jeśli pozostawimy je bez kontroli, mogą zniszczyć relacje, rodziny, społeczeństwa, a nawet całe narody,” wyjaśnia „Jak możemy kontrolować te impulsy? Czy jesteśmy świadomi bólu, jaki możemy zadawać w pogoni za sukcesem? Ten aspekt sprawia, że serial jest zarówno rozrywkowy, jak i wciągający, skłaniając widzów do refleksji nad tymi kwestiami”.
Pan domu to serial telewizyjny, który dostarcza odważnych i przystępnych scen dla widzów. Serial ukazuje dramat w charakterystycznym stylu tajskich telenoweli, czyli lakorn, wzbogacony o wysoką jakość produkcji i intensywne konfrontacje na ekranie pomiędzy wschodzącymi gwiazdami a doświadczonymi aktorami. Oferuje ekscytującą eksplorację ludzkich ambicji i ekstremów, do jakich ludzie są zdolni, aby spełnić swoje pragnienia, jednocześnie zachęcając widzów do refleksji nad używaniem władzy i chciwości w ich własnym życiu.
araz po premierze serial zdobył pierwsze miejsce w kategorii telewizyjnej w Tajlandii oraz pierwsze miejsce jako najchętniej oglądany nieanglojęzyczny serial telewizyjny w ponad ośmiu krajach, w tym w Katarze, Bahamach, Dominikanie, Polsce, Wenezueli, Rumunii, Kenii, Malezji i Tajlandii. Był drugim najczęściej oglądanym serialem Netflixa na świecie 22 lipca 2024 roku, ustępując jedynie serialowi Cobra Kai.